# Basílica Santuário de Nossa Senhora Auxiliadora
A Basílica Santuário de Nossa Senhora Auxiliadora é um templo católico localizado no município de Jaboatão dos Guararapes, na Região Metropolitana do Recife, em Pernambuco, Brasil. 

## O Santuário
O santuário fica entre a área rural e a urbana de Jaboatão dos Guararapes, encravado em meio à Mata atlântica. Foi construído em 1915, pelo padre italiano Antônio Villar, a pedido de Dom Bosco. Foi erguido sobre um monólito, no Antigo Engenho Suassuna. É de estilo romântico com forma externa bizantina e lá se encontra a imagem de Nossa Senhora Auxiliadora, com 4m de altura. O santuário está vinculado à Basílica de São Pedro, no Vaticano, e concede às pessoas que o visitam as mesmas indulgências da Basílica. Em 1918, deu-se a inauguração da escadaria de 52 degraus que leva à Gruta de Nossa Senhora de Lourdes, sobre a qual foi erguida a Igreja.